# 中国驻巴勒斯坦大使列表
本列表为中華人民共和國驻巴勒斯坦历任大使名录。

## 历任中国驻巴勒斯坦大使

### 中华人民共和国驻巴勒斯坦大使（1990年－2008年）
1988年12月20日，中华人民共和国宣布承认巴勒斯坦国并与之建交。1990年7月5日起中国驻突尼斯大使开始兼驻巴勒斯坦。2008年4月以后，中国驻突尼斯大使不再兼任驻巴勒斯坦国大使，由驻巴勒斯坦民族权力机构办事处全权处理对巴勒斯坦交往事宜。
| 姓名   | 任命           | 任命          | 到任       | 递交国书      | 免职           | 免职          | 离任       | 外交衔级 | 外交职务     | 备注       |
| 姓名   | 全国人大常委会 | 主席          | 到任       | 递交国书      | 全国人大常委会 | 主席          | 离任       | 外交衔级 | 外交职务     | 备注       |
| ------ | -------------- | ------------- | ---------- | ------------- | -------------- | ------------- | ---------- | -------- | ------------ | ---------- |
| 朱应鹿 | 1990年6月28日  | 1990年7月5日  | 1990年7月  | 1990年7月30日 | 1991年9月4日   | 1991年11月6日 | 1991年10月 | 大使     | 特命全权大使 | 驻突尼斯兼 |
| 安惠侯 | 1991年9月4日   | 1991年11月6日 | 1991年12月 | 1992年1月13日 | 1993年7月2日   | 1993年8月24日 | 1993年8月  | 大使     | 特命全权大使 | 驻突尼斯兼 |
| 吴传福 | 1993年7月2日   | 1993年8月24日 | 1993年9月  |               | 1997年5月9日   | 1998年4月16日 | 1998年3月  | 大使     | 特命全权大使 | 驻突尼斯兼 |
| 吕国增 | 1997年5月9日   | 1998年4月16日 | 1998年5月  |               | 2000年4月29日  | 2000年8月25日 | 2000年7月  | 大使     | 特命全权大使 | 驻突尼斯兼 |
| 穆文   | 2000年4月29日  | 2000年8月25日 | 2000年8月  |               | 2001年10月27日 | 2002年1月14日 | 2001年12月 | 大使     | 特命全权大使 | 驻突尼斯兼 |
| 朱邦造 | 2001年10月27日 | 2002年1月14日 | 2002年1月  |               | 2003年6月28日  | 2003年9月28日 | 2003年8月  | 大使     | 特命全权大使 | 驻突尼斯兼 |
| 刘玉和 | 2003年6月28日  | 2003年9月28日 | 2003年9月  |               | 2007年12月29日 | 2008年8月19日 | 2008年4月  | 大使     | 特命全权大使 | 驻突尼斯兼 |

### 中华人民共和国驻巴勒斯坦民族权力机构、巴勒斯坦国办事处主任（1995年至今）
巴勒斯坦实行自治后，中国于1995年12月在加沙设立驻巴勒斯坦民族权力机构办事处。2004年5月办事处迁至拉姆安拉。2008年6月起，中国驻突尼斯大使不再兼任驻巴勒斯坦国大使，由驻巴民族权力机构办事处全权负责对巴交往事宜。2013年10月，驻巴勒斯坦民族权力机构办事处更名为中华人民共和国驻巴勒斯坦国办事处。
| 姓名   | 任命          | 到任           | 递交介绍信     | 免职 | 离任       | 外交衔级 | 外交职务 | 备注 | 备注 |
| ------ | ------------- | -------------- | -------------- | ---- | ---------- | -------- | -------- | ---- | ---- |
| 郑小龙 |               | 1995年12月22日 | 1995年12月23日 |      | 1997年6月  |          | 主任     |      |      |
| 刘志海 | 1997年4月17日 | 1997年6月      |                |      | 1999年7月  | 大使     | 主任     |      |      |
| 吴久洪 |               | 2000年2月      | 2000年2月17日  |      | 2002年11月 | 大使     | 主任     |      |      |
| 宫小生 |               | 2003年2月27日  | 2003年3月4日   |      | 2005年7月  | 大使     | 主任     |      |      |
| 杨伟国 |               | 2005年11月19日 | 2005年11月30日 |      | 2009年9月  | 大使     | 主任     |      |      |
| 王强   |               | 2009年11月     |                |      | 2012年10月 | 大使     | 主任     |      |      |
| 刘爱忠 |               | 2012年11月     | 2012年11月22日 |      | 2015年3月  | 大使     | 主任     |      |      |
| 陈兴忠 |               | 2015年4月11日  | 2015年6月8日   |      | 2018年1月  | 大使     | 主任     |      |      |
| 郭伟   |               | 2018年4月9日   | 2018年4月24日  |      | 2023年3月  | 大使     | 主任     |      |      |
| 曾继新 |               | 2023年4月16日  | 2023年6月5日   | 现任 |            | 大使     | 主任     |      |      |